# Архиепархия Тируваллы
Архиепархия Тируваллы (лат. Archieparchia Tiruvallensis) — архиепархия Сиро-маланкарской католической церкви c центром в городе Тирувалла, Индия. В митрополию Тируваллы входят епархии Батери, Муваттупужа, Путура. Кафедральным собором архиепархии Тируваллы является церковь святого Иоанна Крестителя.

## История
11 июня 1932 года Римский папа Пий XI выпустил буллу Christo pastorum Principi, которой учредил епархию Тируваллы.
28 октября 1978 года и 19 декабря 2002 года епархия Тируваллы передала часть своей территории для возведения новых епархий Батери и Муваттупужа.
15 мая 2006 года епархия Тируваллы была возведена в ранг архиепархии.

## Ординарии архиепархии
- епископ Teofilo Giacomo Abramo Kalapurakal (11.06.1932 — 25.07.1950);
- епископ Severios Giuseppe Valakuzhyil (25.07.1950 — 18.01.1955);
- епископ Athanasios Cheriyan Polachirakal (27.01.1955 — 29.09.1977);
- епископ Isaac Mar Youhanon Koottaplakil (28.10.1978 — 28.04.1987);
- епископ Geevarghese Timotheos Chundevalel (30.04.1988 — 29.03.2003);
- архиепископ Баселиос Клеемис Тоттункал (11.09.2003 — 10.02.2007) — назначен архиепископом Тривандрума;
- архиепископ Thomas Mar Koorilos Chakkalapadickal (26.03.2007 — по настоящее время).

## Источник
- Annuario Pontificio, Libreria Editrice Vaticana, Città del Vaticano, 2003, ISBN 88-209-7422-3
- Булла Christo pastorum Principi Архивная копия от 27 марта 2010 на Wayback Machine, AAS 24 (1932), стр. 289  (лат.)